# Неджд
Неджд (араб. نجد‎, дословно «возвышенность») — территория в центре Аравийского полуострова, часть Саудовской Аравии. Здесь расположена столица Саудовской Аравии, Эр-Рияд. В Неджде зародилась классическая арабская поэзия, а позже — религиозные и политические движения, приведшие к образованию Саудовской Аравии. Королевская семья Аль Сауд — выходцы из Неджда.

## География

### Границы Неджда
Арабское слово неджд, дословно означающее «возвышенность», ранее использовалось применительно ко многим регионам внутри Аравийского полуострова. Тем не менее, наиболее известным из них был центральный регион полуострова, примерно ограниченный на западе Хиджазскими горами и Йеменом, а на востоке — исторической провинцией Бахрейн.
Средневековые исламские географы потратили немало времени, чтобы определить точные границы между Хиджазом и Недждом, общее же мнение таково, что западные границы Неджда проходят там, где западные горные хребты и слой лавовых отложений начинают отлого понижаться к востоку, а восточные границы Неджда проходят по узкой полоске красных песчаных дюн, известных как пустыня Дехна, примерно в 100 км к востоку от современного Эр-Рияда. Южной границей Неджда всегда считалась пустыня Руб-эль-Хали, на южной границе расположены вади Ранья, Биша и Татлит.
Северные границы Неджда на протяжении всего времени меняли своё положение, и средневековые географы уделяли им куда меньше внимания. В ранние исламские века считалось, что Неджд простирается вплоть до Евфрата на границе между Аравией и Месопотамией. Тем не менее, регионы, непосредственно прилегающие к пустыням Сирии и Ирака, были отделены от остальной части Неджда большой пустыней Нефуд и населены почти целиком бедуинскими племенами, находящимися в гораздо более тесных связях с Ираком и Сирией, чем с внутренней Аравией. Из-за этого термин «Неджд» позднее стал применяться только к плато Неджд, естественной границей которому служит пустыня Нефуд.

## Топография

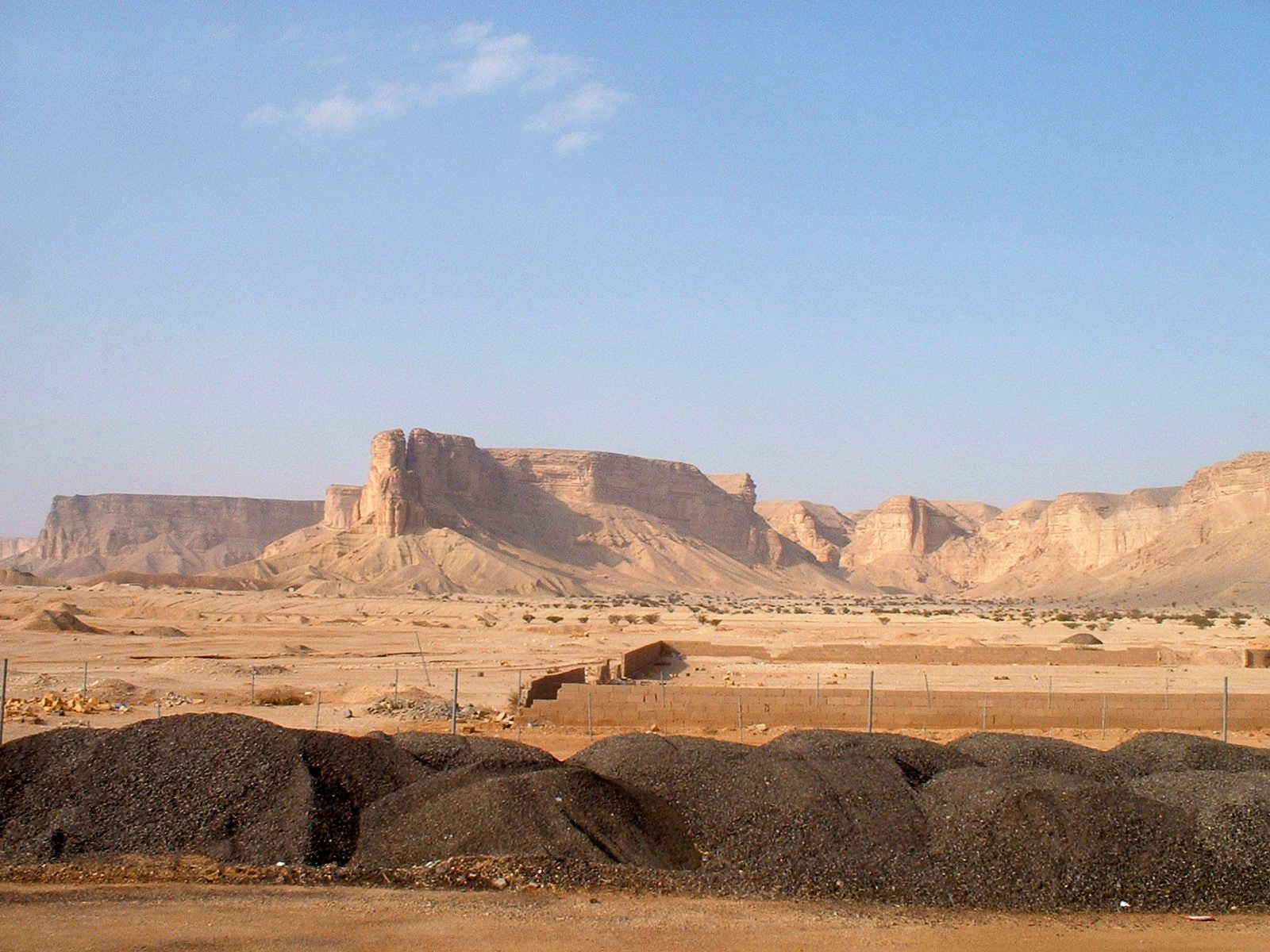
Вид на хребет Тувайк. Эр-Рияд сразу за горизонтом.

Неджд — плато с преобладающими высотами 600—900 м (от 762 до 1525 м), понижающееся с запада на восток. В оазисах восточной части находятся поселения, а остальная часть традиционно негусто заселена кочевниками бедуинами. Из топографических достопримечательностей стоит отметить горы-близнецы Аджа и Сальма на севере, недалеко от Хаиля, и горный хребет Тувайк, простирающийся в центре с севера на юг. Многочисленные сухие русла рек (вади): Ханифа около Эр-Рияда, Наам на юге, Эр-Румма в провинции Эль-Касим на севере, Ад-Давасир на самом южном окончании Неджда и другие. Большинство деревень и посёлков расположены вдоль таких вади из-за способности в них накапливать ценную дождевую воду в условиях пустынного засушливого климата. Остальные поселения расположены в оазисах. Исторически Неджд делится на несколько районов, в которых расположены группы поселений, у каждого из таких районов свои традиции и диалект. Наиболее заметный из этих районов — Эль-Арид, где расположен Эр-Рияд. Тем не менее, в современной Саудовской Аравии Неджд делится на три административных района: Хаиль, Эль-Касим и Эр-Рияд, общая площадь которых 554 000 км².